# Associació d'Amics de la Unió Soviètica
L'Associació d'Amics de la Unió Soviètica (AUS) va ser creada per un grup d'intel·lectuals espanyols l'11 de febrer de 1933 com a base per al coneixement i els contactes recíprocs. Per als seus fundadors l'associació tenia per objecte tant garantir la veracitat dels relats sobre la realitat de la Unió Soviètica com donar a conèixer les conquestes i els problemes del socialisme en aquest territori, en uns temps en què la dreta reflectia l'existència de l'URSS en to condemnatori.

## Creació
La seva creació va ser possible gràcies tant a l'existència d'elements partidaris de la seva aparició com van ser la III Internacional, defensora de la Revolució russa de 1917, i a la seva convocatòria acudeixen sectors revolucionaris del Partit Socialista Obrer Espanyol que en 1921 formarien el Partit Comunista d'Espanya, com a la receptivitat social entre obrers i intel·lectuals davant els assoliments de la Unió Soviètica.
Com a punt de partida tenim les Associacions d'Amistat amb la Unió Soviètica creades amb motiu de les celebracions del X aniversari de l'URSS entre els dies 9 i 13 de novembre al Congrés Mundial d'Amics de la Unió Soviètica, amb la finalitat d'estudiar i propagar realitats de la construcció socialista i desfer falsedats i calúmnies. Així sentenciava Antonio Machado:
| « | Moscou és avui el focus actiu de la història (...) La Rússia actual, la gran República dels Soviets, va guanyant de dia a dia la simpatia i l'amor dels pobles, perquè tota ella està consagrada a millorar la condició humana. | » |

A causa de traves administratives no va ser possible la seva creació durant la Dictadura de Primo de Rivera.

## Text fundacional
L'Associació pretenia canalitzar un ampli moviment d'opinió, precisant l'adhesió de representants de totes les classes socials i de totes les tendències polítiques, per d'aquesta manera plasmar l'anhel de milers i milers d'espanyols d'espanyols que no poden considerar aliena a les seves preocupacions humanes a la lluita per la societat nova que cent cinquanta milions d'homes estan lliurant en el país dels Soviets
| «                                                | Quinze anys té ja d'existència l'República obrera russa. Durant ells, amb esforços inaudits, s'ha vingut aixecant en aquell immens territori l'esdeveniment econòmic i social més formidable del món modern. Aquest esdeveniment crea en tots els països un ambient més o menys difús, però manifest, de curiositat, de simpatia i d'expectació. D'ell participen tots els home atents als problemes del present i a les perspectives de l'avenir, els intel·lectuals i els tècnics, les grans masses treballadores. Tothom anhela saber la veritat del que passa en aquell país en construcció. Sobre aquesta gran pàgina de la història humana s'exacerben les passions polítiques. Fins avui, al nostre país no s'havia intentat encara cap esforç seriós per situar-se davant aquests fets amb plenes garanties de veracitat. | » |
| — Text Fundacional, Madrid 11 de Febrer de 1933. | |   |

## Fundadors[5]
- Aníbal Álvarez Bonquel, arquitecte.
- Joaquín Arderíus y Sánchez-Fortún, escriptor, durant la guerra civil espanyola, fou president de Socors Roig.
- Lluís Bagaria i Bou, dibuixant, un dels principals caricaturistes espanyols de la primera meitat del segle xx.
- J. Bahamonte, arquitecte.
- Enrique Balenchana, enginyer.
- Augusto Barcia Trelles, advocat, Gran Mestre del Gran Orient d'Espanya.
- Pio Baroja, novel·lista.
- Ricardo Baroja, pintor.
- Jacinto Benavente, escriptor, Premi Nobel de Literatura el 1922.
- Luis Blanco Soler, arquitecte.
- Luis Calandre, metge.
- José Capuz, escultor.
- Rodrigo Soriano y Barroeta-Aldamar, polític i escriptor.
- Carolina Carabias, vídua d'Ángel García Hernández.
- Fernando de Cárdenas, enginyer.
- Cristóbal de Castro, escriptor, la guerra civil espanyola el sorprèn a Madrid d'on ha de fugir després d'aixoplugar-se a una ambaixada.
- Fernando de Castro Rodríguez, metge.
- Pilar Coello.
- Isaac Costero, històleg i catedràtic, s'exilià a Mèxic.
- José Díaz Fernández, escriptor i diputat del Partit Republicà Radical Socialista.
- R. Díaz-Sara Solá, metge.
- José María Dorronsoro, enginyer.
- Concha Espina, escriptora.
- Santiago Esteban de la Mora, arquitecte.
- Federico García Lorca, escriptor.
- Fernando García Mercadal, arquitecte.
- Ángel Garma, metge.
- Rafael Giménez Siles, editor.
- Juan Cristóbal González Quesada, escultor.
- Félix Gordón Ordás, veterinari.
- Ricardo Gutiérrez Abascal, crític d'Art amb el pseudònim de Juan de la Encina.
- T. Hernando, Catedrático.
- Diego Hidalgo Durán, notari i futur Ministre de la Guerra d'Espanya.
- Luis Jiménez de Asúa, Catedràtic.
- Luis Lacasa Navarro, arquitecte.
- Victorio Macho, escultor.
- José María López Mezquita, pintor.
- Manuel Machado, escriptor.
- Gregorio Marañón, metge.
- María Martínez Sierra, publicista.
- Víctor Masriera.
- Juan Medinaveitia, metge.
- Carmen Monné de Baroja.
- C. Montanilla, enginyer.
- Roberto Novoa Santos, metge.
- Tomás Pérez Rubio, pintor.
- Nicanor Piñole, pintor.
- Juan Planelles, metge.
- Pedro de Répide, escriptor.
- Pío del Río-Hortega, històleg.
- Wenceslao Roces, Catedràtic.
- Manuel Rodríguez Suárez, arquitecte.
- María Rodríguez, vídua de Fermín Galán.
- Cristóbal Ruiz Pulido, escultor.
- Rafael Salazar Alonso, advocat.
- Luis Salinas, advocat.
- Regino Sainz de la Maza, músic.
- José Sánchez Covisa, Catedràtic.
- F. Sánchez Roman, Catedràtic.
- Ramón J. Sender, periodista.
- Luis de Tapia, escriptor.
- Eduardo Ugarte, escriptor.
- Ramón María del Valle-Inclán, escriptor.
- Adolfo Vázquez Humásque, enginyer.
- J. Vázquez López, metge.
- Agustín Vuñuales, Catedràtic.
- Javier Zorrilla, enginyer.
- Secundino Zuazo, arquitecte.
- Julián Zugazagoitia, periodista.